# Conrad Laib

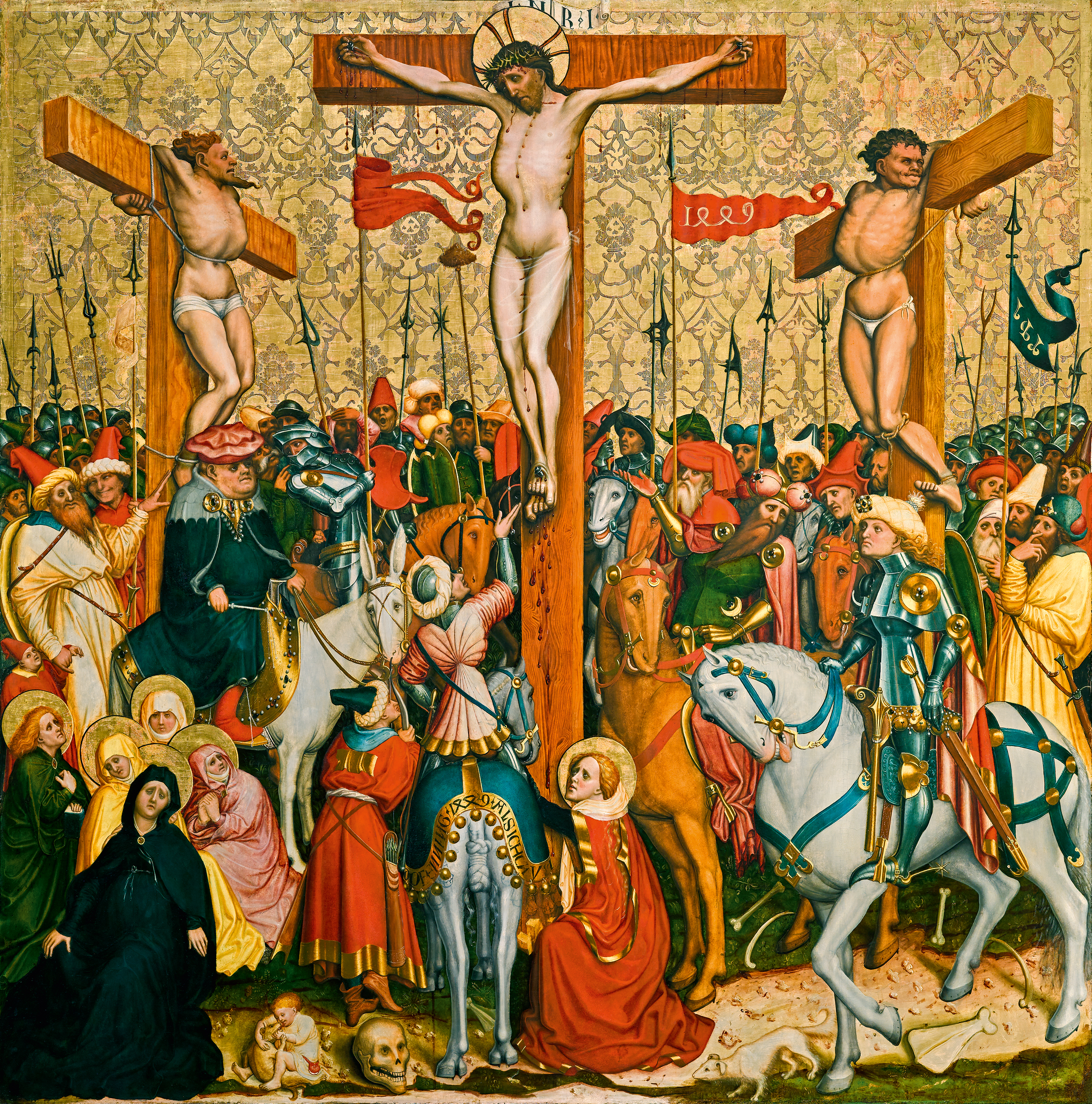
Conrad Laib, Kreuzigung Christi, 1449, Belvedere, Wien

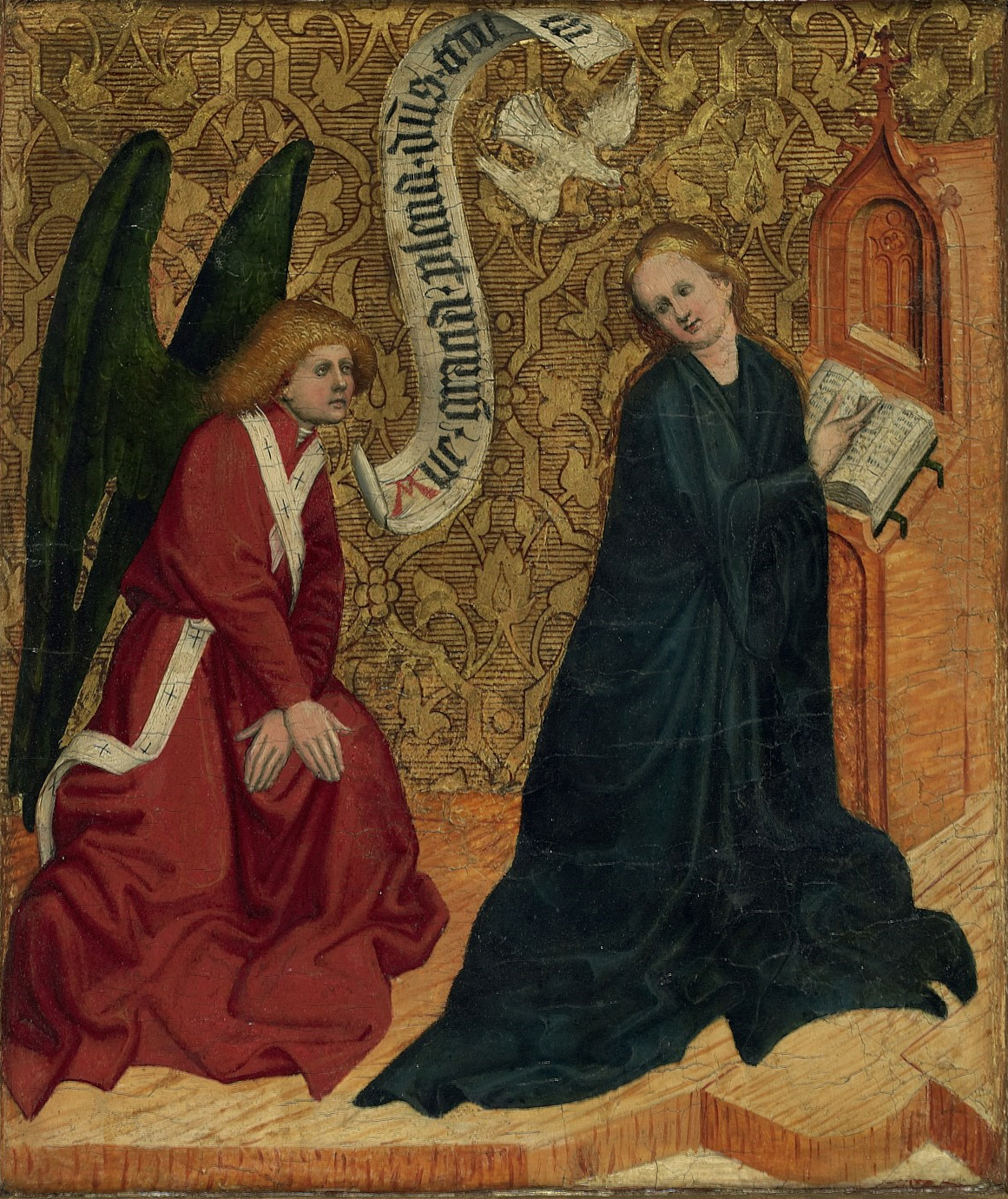
Conrad Laib: Mariä Verkündigung, um 1450, Salzburg Museum

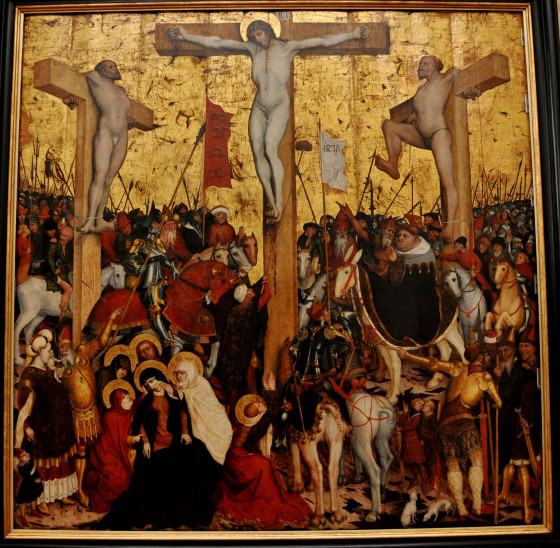
Kreuzigungstafel im Grazer Dom 1457

Conrad Laib (* um 1405 in Enslingen; † nach 1457) war ein Maler, der ab etwa 1445 eine bedeutende Werkstatt in Salzburg führte und zur ersten Generation jener deutschen Maler gehörte, die die malerischen Neuerungen der altniederländischen Ars Nova in Mitteleuropa einführten.

## Leben
Erst in jüngerer Zeit ist es gelungen, Leben und Werk des Conrad Laib einigermaßen zusammenhängend zu rekonstruieren. Geboren wurde der Maler nach Ausweis einer Salzburger Quelle in „Eyslingen in der von Otting landt“, was mit dem Ort Enslingen 15 km nördlich von Nördlingen identifiziert wird. In jedem Fall kam er aus der schwäbischen Region.
Zuerst urkundlich ist Laib 1431 im Steuerbuch von Nördlingen genannt. Von dort dürfte er nach dem stilistischen Ausweis seines späteren Werkes nach Ulm übergesiedelt sein, wo er über dortige Werkstätten wie jene des Hans Multscher oder Hans Acker mit den stilistischen und programmatischen Neuerungen der Malkünste in Paris und in den Niederlanden bekannt wurde. Dazu gehörte ein neuer Naturalismus, die Darstellung von LIchtphänomenen und eine neue Illusionierung räumlicher Verhältnisse im Bild. Auch einzelne Errungenschaften und Motive der oberitalienischen Kunst des 14. Jahrhunderts dürften Laib auf diesem Wege bekannt geworden sein.
Etwa um 1446 ließ sich Conrad Laib in Salzburg nieder, wo er 1448 als Bürger aufgenommen wurde. 1449 entstand die Tafel der Kreuzigung Christi vermutlich für die damalige Salzburger Pfarrkirche, die heutige Franziskanerkirche.

## Werke
- Wandmalerei mit Schmerzensmann und Engeln an der Sakramentsnische der Salzburger Franziskanerkirche, inschriftlich datiert auf 1446.
- Wandmalerei mit Marienerscheinung und Gebet am Ölberg am Triumphbogen der Salzburger Franziskanerkirche, inschriftlich datiert auf 1447.
- Kreuzigung Christi, Malerei auf Fichtenholz, inschriftlich datiert auf 1449, Belvedere, Wien, Inv.-Nr. 4919[2]
- Mariä Verkündigung, Tempera auf Holz, um 1450, Salzburg Museum, Salzburg
- Kreuzigungstafel im Grazer Dom von 1457